# 砗蚝
砗蚝（学名：Hippopus hippopus），又名熊爪蛤、五爪貝、砗，为砗磲科砗蚝属的动物。

## 分佈
分佈於澳大利亚大堡礁及中国的西沙群岛等地，生活环境为海水，一般生活于浅海珊瑚礁间的沙中。

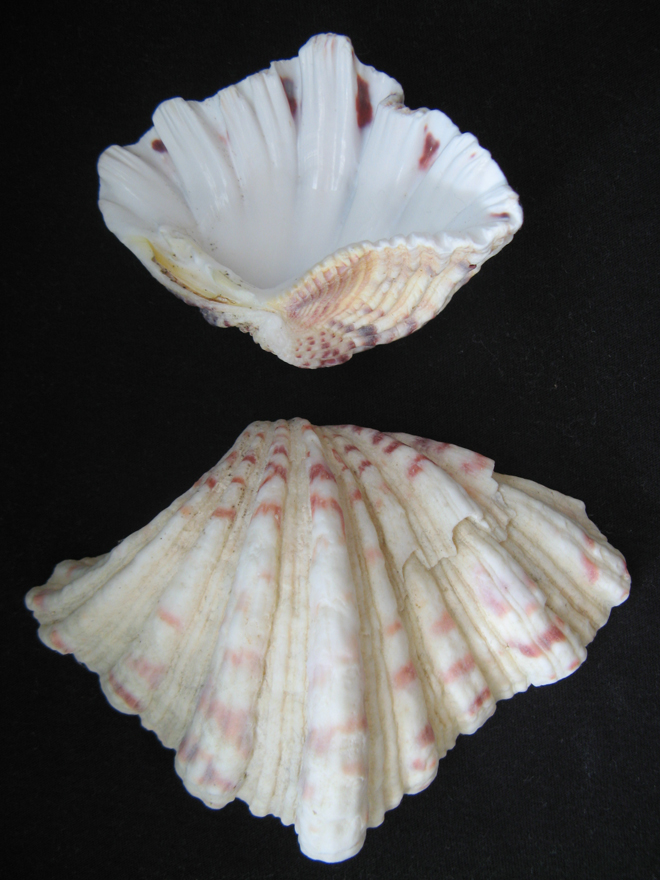
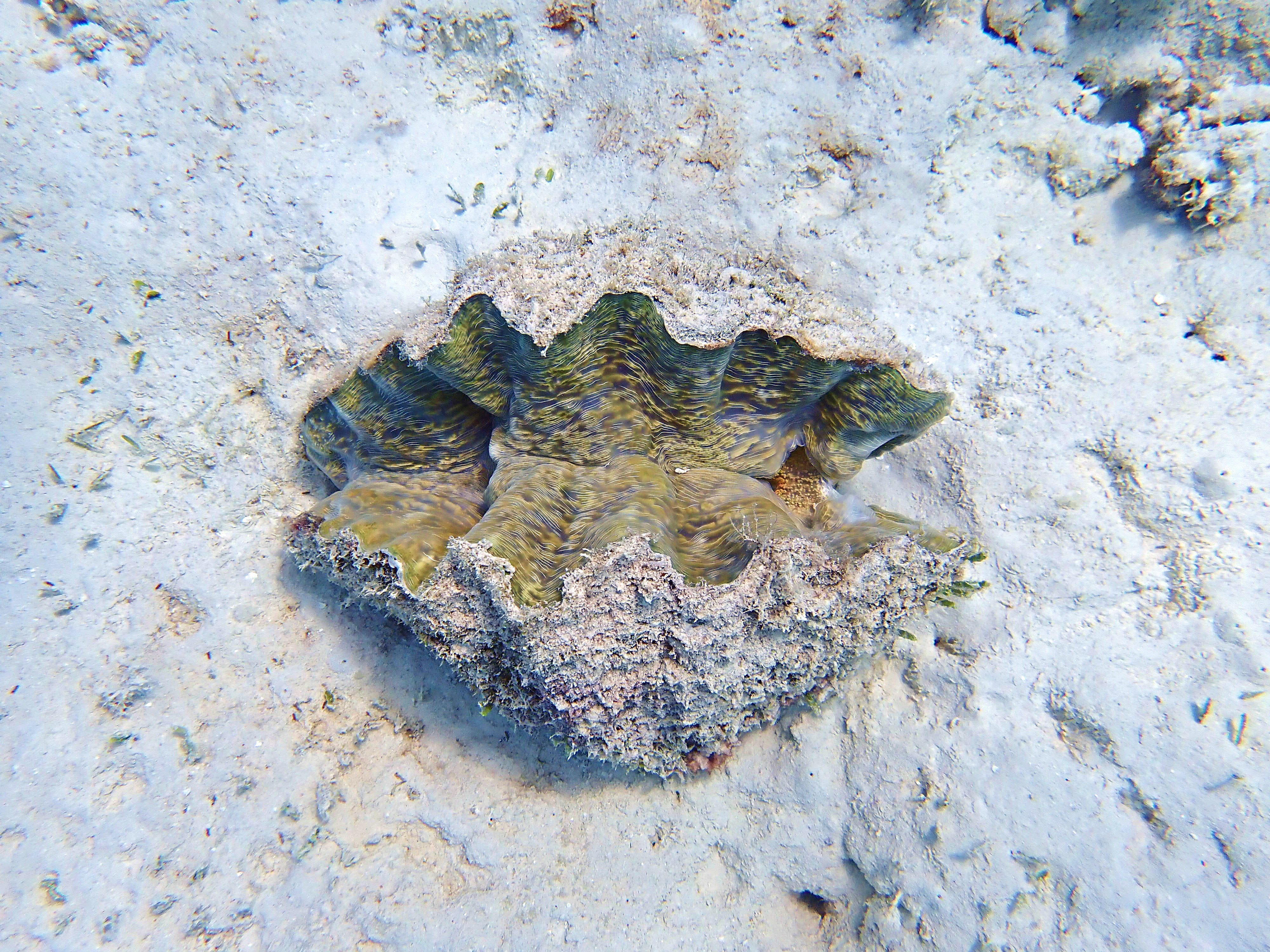